# 鹤庆府
鹤庆府，明朝时设置的府。
洪武十五年（1382年）改鹤庆路置，治所在今云南省鹤庆县。辖境相当今云南省鹤庆、剑川等县及洱源县北部。永乐四年（1406年）所属的永宁州升为永宁府。清朝乾隆三十五年（1770年），降为鹤庆州。 

## 延伸阅读
[在维基数据编辑]
 《欽定古今圖書集成·方輿彙編·職方典·鶴慶府部》，出自陈梦雷《古今圖書集成》